# Liste der Monuments historiques in Le Rouret
Die Liste der Monuments historiques in Le Rouret führt die Monuments historiques in der französischen Gemeinde Le Rouret auf.

## Liste der Bauwerke
| Bezeichnung       | Beschreibung                                        | Standort               | Kennzeichnung | Schutzstatus   | Datum     | Bild |
| ----------------- | --------------------------------------------------- | ---------------------- | ------------- | -------------- | --------- | ---- |
| Château du Rouret | Schloss aus der zweiten Hälfte des 17. Jahrhunderts | Le Vieux-Rouret (Lage) | PA00080965    | Classé Inscrit | 1994 1992 |      |